# Templo Confuciano Suzhou

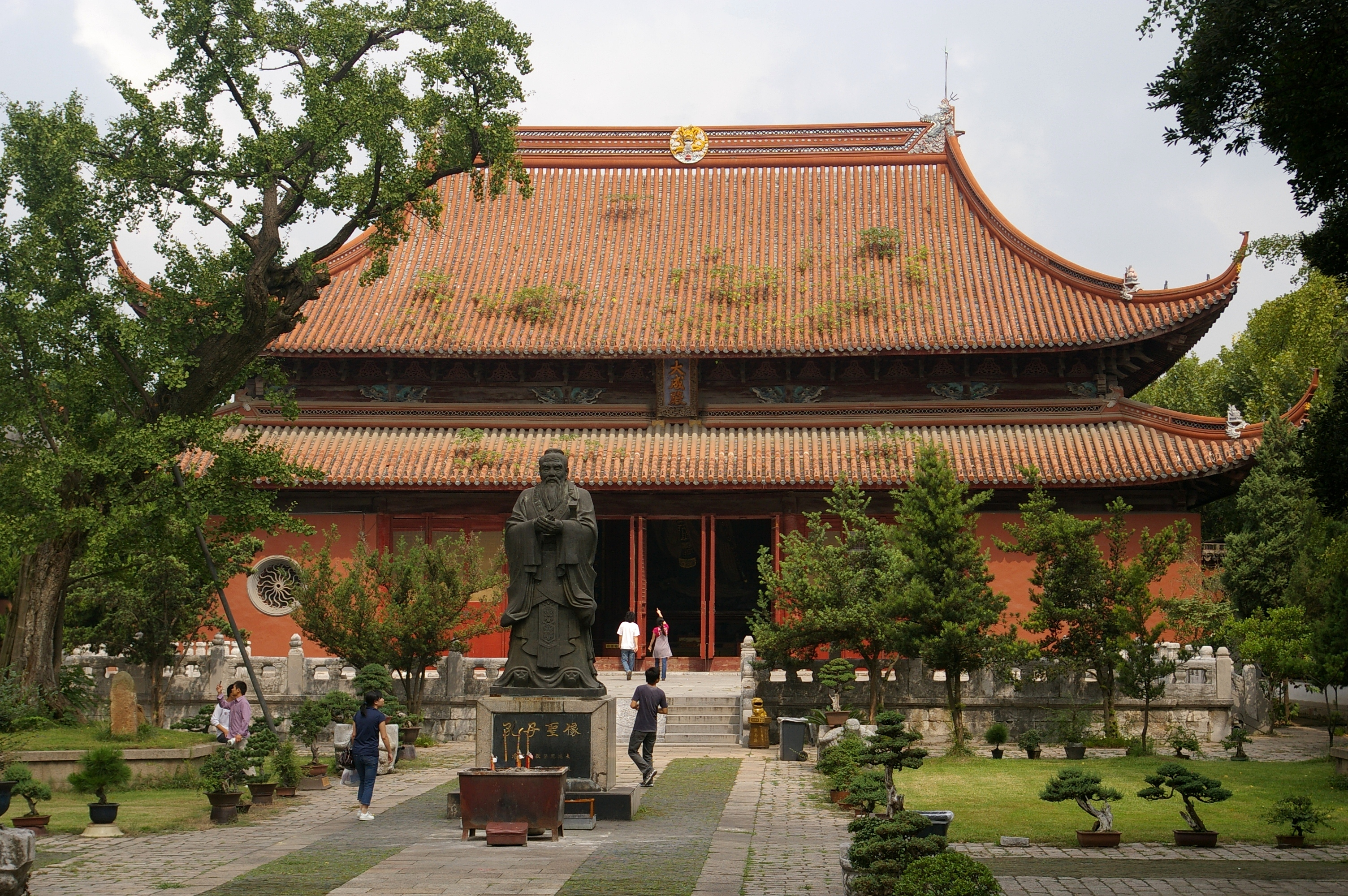

El Templo Confuciano de Suzhou (chino: 苏州文庙) y también conocido como el Museo de Inscripciones en Piedra de Suzhou y la Escuela de la Prefectura de Suzhou (chino: 苏州府学; una escuela estatal), es un templo confuciano situado en la antigua ciudad de Suzhou, provincia de Jiangsu, China, en la orilla sur del río Yangtsé. Fue construida por Fan Zhongyan, un famoso funcionario estatal de la dinastía Song. Fue la primera escuela del templo en China y es notable por contener las cuatro estelas más grandes de la Dinastía Song, de las cuales está el Mapa de Pingjiang. En 1961, las inscripciones en piedra del Templo Confucio de Suzhou fueron listadas entre el primer lote de Unidades Nacionales Claves de Protección de Reliquias Culturales por el Consejo de Estado de la República Popular China. En 2001, junto con el Templo de Confucio, fue llamado Templo de Confucio Suzhou e inscripción en piedra. Actualmente, es conocido como un nuevo nombre como Museo de Inscripciones en Piedra de Suzhou.

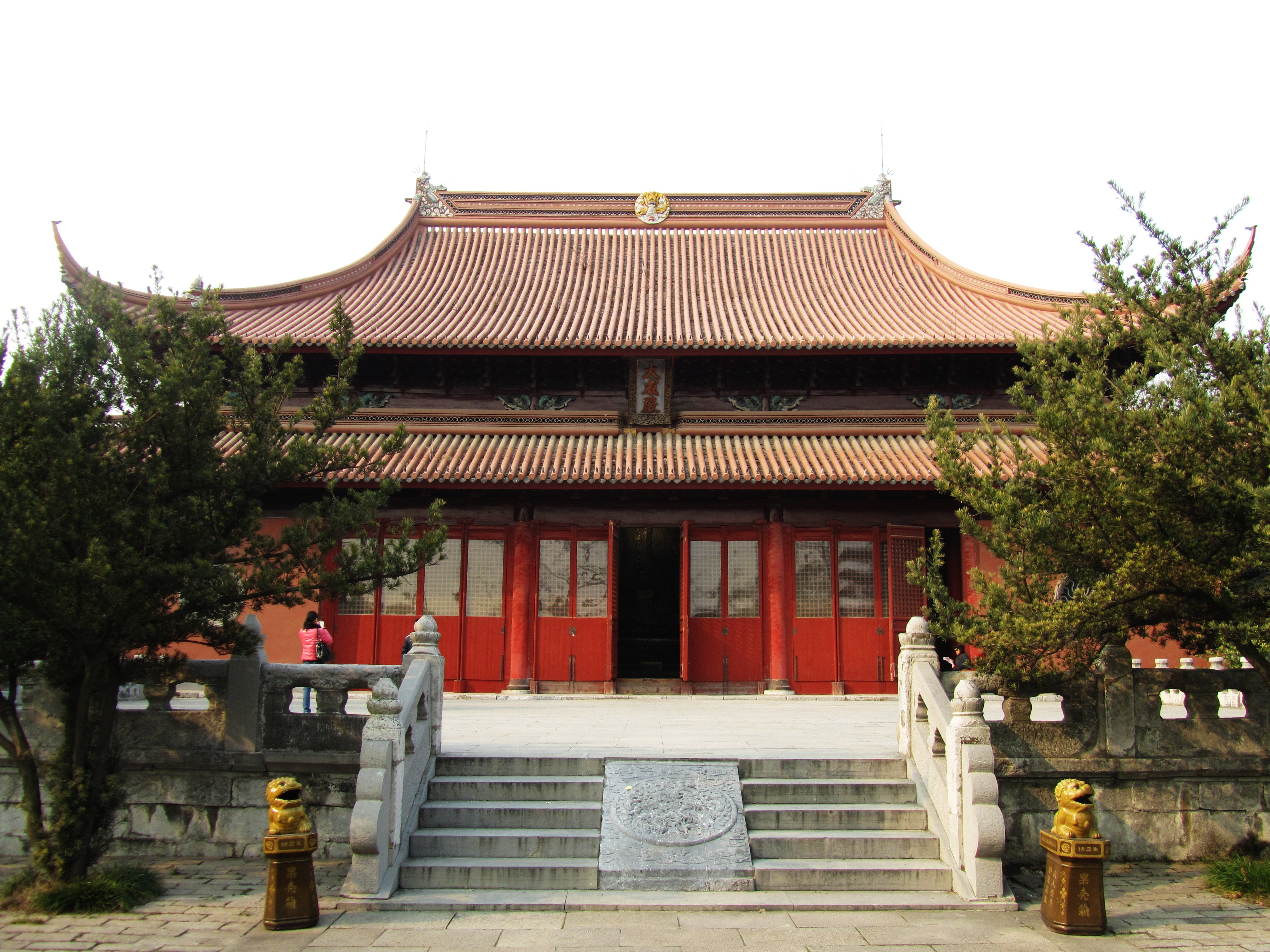
Templo Confuciano Suzhou. 2012

## Historia y arquitectura
El Templo Confuciano de Suzhou se encuentra en la parte central de Suzhou, provincia de Jiangsu, China. Construido por orden de Fan Zhongyan, luego el Prefecto de Suzhou, se encuentra frente a la calle con el Pabellón del Jardín de las Ondas Crecientes. En 1035, Fan Zhongyan era el Prefecto de Suzhou. Combinó la Escuela Estatal y el Templo de Confucio, lo que inició la educación estatal. El sistema fue imitado por otros lugares, por lo que recibió el dicho "La educación estatal comenzó en el condado de Wu". La Escuela del Templo de Suzhou ha sido ampliada varias veces, por lo que actualmente ocupa una gran área. Según el registro del condado de Wu, tenía 213 habitaciones en la dinastía Song del Sur (en 1241). En su día, tenía aulas, dormitorios, salas de examen y comedores, además del salón y el templo. La Escuela del Templo de Suzhou también tenía arquitectura de jardinería, por ejemplo, rocalla, estanque, puente y pabellón. Su escala es la mayor entre las escuelas del sudeste.
Con la abolición del sistema imperial de exámenes, un sistema de exámenes en la China Imperial diseñado para seleccionar los mejores oficiales administrativos para la burocracia del estado, a finales de la Dinastía Qing, el Templo de Confucio fue gradualmente abandonado.
En la actualidad, el templo sólo ocupa 17.800 metros cuadrados, que es una sexta parte de la superficie que tenía cuando estaba en la flor de la vida. Sin embargo, la disposición arquitectónica permanece, con el templo y la escuela. En el área oriental del templo, sólo quedan Ji Men, la Sala Dacheng y el Templo Conmemorativo Chongsheng, y en el área occidental de la escuela, sólo el estanque Pan, el estanque Qixing y la Sala Minglun están comparativamente completos.
Except the Dacheng Hall and the Lingxing Men, most of the architectures we can see now were rebuilt in the Qing Dynasty (1864).
Lingxing Men, construido en 1373, en la dinastía Ming, es un enorme arco conmemorativo de piedra caliza con seis columnas, tres puertas y cuatro hojas.
La Sala Dacheng, reconstruida en 1474, en la Dinastía Ming, tiene 7 habitaciones de ancho, 13 correas de profundidad, la Veranda Zhong Yan Dianding, y está sostenida por 50 columnas de Nanmu.
Fuera de la sala hay plataformas de piedra caliza en las que hay una enorme estatua de bronce de Confucio y dentro de la sala cuelga un cuadro gigante de Confucio, ambos son obras contemporáneas.
The magnificent Dacheng Hall, is the main building of Confucian Temple and its scale is second in Suzhou only to Sanqing Hall in Xuanmiao Taoist temple in Suzhou.

## Inscripciones en piedra
Hay un número considerable de inscripciones en piedra en el templo, entre las que destacan Tianwen Tu 天文圖, Dili Tu 地理圖, Diwangshaoyun Tu 帝王紹運圖, y Pingjiang Tu 平江圖, conocidas como "Las Cuatro Grandes Inscripciones en Piedra" de la Dinastía Song. Representan respectivamente el cielo, la tierra, la gente y la ciudad. Anteriormente colocadas en la Sala Dacheng, actualmente están en la sala de alas junto a la sala, bajo protección especial.
El Pingjiang Tu tiene 2,76m de altura y 1,48m de ancho. La sombra alambrada está grabada en el segundo año en el reinado Shaoding de la Dinastía Song del Sur. Esta inscripción describe delicadamente la situación de la disposición de la ciudad prefectural de Pingjiang (hoy Suzhou) en esa época. Etiqueta 613 lugares, incluyendo la muralla defensiva, funcionarios, templos, casas de negocios, academias, almacenes, cuarteles, jardines, ríos, puentes, carreteras y ese tipo de arquitecturas y lugares de interés. En él están pintadas docenas de ríos con una longitud total de unos 82 km y 359 puentes. Estos reflejan plenamente la característica de las ciudades del delta del río Yangtsé. También registra más de 50 templos, 12 torres antiguas y 65 arcos de calles transversales, muchos de los cuales permanecen hoy en día. Como la inscripción es de una antigüedad considerable, algunos puntos oscuros fueron tallados de nuevo en 1917. Esta inscripción en piedra, Pingjiang Tu, es la más antigua y guarda el plano de la ciudad más completo que queda en China. Tiene un valor histórico extremadamente alto.
Las otras tres estelas de la Dinastía Song fueron dibujadas por Huang Shang en el reinado Shaoxi del sur de Song (1190), y talladas por Wang Zhiyuan en el reinado Chunyou (1247). Tianwen Tu, de 1,9 metros de alto y 1,08 metros de ancho, era la constelación oriental más antigua que existía en el mundo. 1440 estrellas y 280 constelaciones que se observaron en el reinado de Yuanfeng de la Canción del Norte fueron talladas en la parte superior de la estela. En la parte inferior de la estela hay notas de 2091 palabras que introducen brevemente algunas estrellas y fenómenos astronómicos. Las notas reflejan completamente el nivel de la Astronomía en ese tiempo. Dili Tu tiene 2 metros de alto y 1.07[cita requerida] metros de ancho, que talló las montañas y la ciudad de la Dinastía Song en detalle en la estela. La nota en la parte inferior de la estela está compuesta de 645 palabras, que brevemente mostraban el cambio del territorio de China de Yu El Grande a la Dinastía Song. Dili Tu y Huayi Tu, Yuji Tu del Bosque de Estelas en Xi'an fueron listados como los tres mapas nacionales más antiguos. Diwangshaoyun Tu tiene 1,83 metros de altura y 1 metro de ancho. En la parte superior, enumera el linaje de los antiguos reyes claramente por medio de un diagrama. En la parte inferior, hay un comentario de 550 palabras.
Además de las cuatro grandes estelas de la Dinastía Song, el Templo Confuciano de Suzhou también tiene más de 3000 inscripciones de piedra y unos diez mil frotamientos. Entre ellas se encuentran las famosas estelas de escritura y poesía de Lu Ji, Huang Tingjian, Su Xu, Su Shi, Wen Tianxiang y Wen Zhengming. Estas colecciones se exhibieron según el tema, como Confucio, el confucianismo, la economía y la caligrafía antigua. En 1985, el Templo de Confucio de Suzhou fue renombrado como Museo de Inscripciones de Piedra de Suzhou.